# Fabiaen
Fabiaen was een Brugse familie van kunstschilders uit de zestiende eeuw.

## De kunstschilders Fabiaen
- Jan Fabiaen (Bethune, ca. 1450 - Brugge, 1520)
  - Adriaen Fabiaen (Brugge, ca. 1490-1545)
    - Robrecht Fabiaen (Brugge, ca. 1525-1570)

  - Donaas Fabiaen (Brugge, ca. 1480-1521)

## Adriaen Fabiaen
Zoon van Jan Fabiaen, werd hij in 1519 als meester in de gilde van de Brugse schilders opgenomen. In 1536 werd hij als miniaturist in de Sint-Lucasgilde opgenomen. Zijn echtgenote werd in 1536 als miniaturiste opgenomen in dezelfde gilde.
Hij leverde schilderijen af onder meer voor de kerk van de Potterie en voor die van het Heilig Bloed.

## Donaas Fabiaen
Zoon van Jan Fabiaen, werd hij in 1509 als vrijmeester opgenomen in de gilde van de beeldenmakers en schilders. Van hem is geen werk bekend. Hij werkte waarschijnlijk in het atelier van zijn vader, die hij slechts een jaar overleefde.

## Robrecht Fabiaen
Zoon van Adriaan Fabiaen, werd hij in 1551 als vrijmeester in de gilde van kunstschilders opgenomen. In 1565 werd hij bestuurslid en in 1569 gouverneur van het gild. In 1561 werd hij door het stadsbestuur aangesteld als stadsschilder van Brugge, in opvolging van Jan de Myl.